# Marianópolis do Tocantins
Marianópolis do Tocantins este un oraș în Tocantins (TO), Brazilia.